# Henry Hacking
Henry Hacking (1750 - 21 de julio de 1831) fue un marinero inglés de la Marina Real y colonizador temprano de Nueva Gales del Sur. Generalmente se le considera la persona responsable de disparar y matar al luchador aborigen Pemulwuy en 1802.

## Biografía
Hacking fue el contramaestre de Sirius, el buque insignia de la Primera Flota que estableció la primera colonia británica en Nueva Gales del Sur, Australia, en 1788.
Fue empleado en expediciones de caza para reunir alimentos y caza para la colonia. En septiembre de 1789, cerca de Middle Harbour, un grupo de hombres Cammeraygal lanzaron una piedra a Hacking, quien respondió disparando contra ellos, lo que resultó en la muerte o grave herida de dos de ellos.
Hacking probablemente regresó a Inglaterra después de la pérdida de Sirius en 1790, ya que regresó a Sídney en el Royal Admiral en 1792.

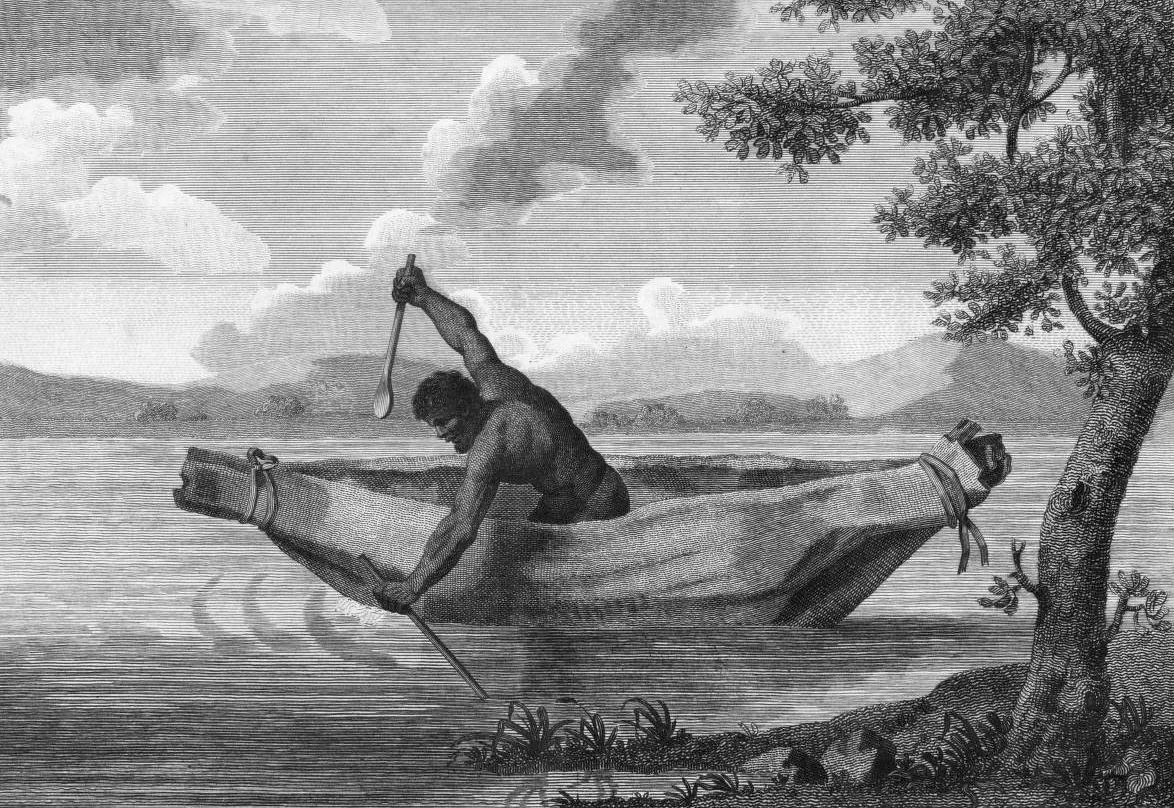
Pintura de Pemulwuy, el líder de la resistencia aborigen del clan Bidjigal, quien fue asesinado por Henry Hacking

En marzo de 1799, el gobernador John Hunter ordenó a Henry Hacking que investigara las afirmaciones de marineros británicos atrapados por aborígenes australianos en la desembocadura del río Hunter al norte de la colonia. Hacking se encontró con un grupo de personas Awabakal en el lado sur del río, quienes le informaron que los marineros habían partido anteriormente a pie, tratando de regresar a Sídney. Hacking no les creyó y disparó, matando a tres hombres Awabakal. Los marineros en cuestión llegaron más tarde a Sídney, habiendo caminado la distancia para regresar.
Hacking lideró muchas expediciones de caza para complementar las raciones de carne para los primeros colonos de Australia. Estuvo entre el grupo que encontró el ganado gubernamental perdido en Cowpastures en 1795. Fue sentenciado a ser transportado a la Isla Norfolk en octubre de 1799 por perjurio, pero recibió un indulto.
En 1800 y 1801 pilotó el Porpoise dentro y fuera de Port Jackson. En 1802 fue nombrado primer oficial del Lady Nelson. En 1802, Hacking disparó y mató a Pemulwuy, un luchador aborigen y un hombre Bediagal que había matado y acosado a colonos y que desde 1790 había sido un hombre buscado.
En 1802, Hacking disparó y hirió a Ann Holmes, su antigua amante, por lo que fue condenado a muerte pero indultado en 1803. También en 1803 fue declarado culpable de robar almacenes navales del Investigator y nuevamente condenado a muerte, luego indultado con la condición de ser transportado a Van Diemen's Land.
Falleció en Hobart el 21 de julio de 1831.